# Mossaträsk-Stormyran
Koordinaten: 63° 49′ 26″ N, 17° 20′ 11″ O
Das Mossaträsk-Stormyran ist ein Hochmoor, dass auf einer Höhe von 425 bis 460 m ö.h. zehn Kilometer nordwestlich von Solberg im Inneren der Gemeinde Örnsköldsvik liegt. Das Schutzgebiet hat eine Fläche von neunhundert Hektar, ist neben einem Naturreservat auch Natura-2000-Gebiet und wurde auf die Ramsar-Liste aufgenommen. Das Moor ist von Menschen fast unberührt geblieben, nur in den nördlichen und südwestlichen Randgebieten hat Forstwirtschaft stattgefunden. Hier brüten Tiere wie Singschwan, Zwergschnepfe und Sumpfläufer. 2002 wurden bei einer Bestandsaufnahme 107 brütende Vogelpaare pro Quadratkilometer gezählt. Eine damals beobachtete Besonderheit waren eine männliche Zitronenstelze und eine weibliche Schafstelze, die zusammen brüteten und Junge aufzogen.